# Generation X (grup de música)
Generation X (més tard coneguda com Gen X) fou una banda anglesa de punk rock, formada a Londres el 1976. Van ser el punt de partida musical de la carrera del seu líder Billy Idol. Publicaren sis senzills que van figurar a la llista de senzills del Regne Unit i dos àlbums que van arribar a la llista d'àlbums del Regne Unit.

## Història

### Formació
Durant el moviment punk rock a Londres a finals de 1976, William Broad, un jove de 21 anys que tocava la guitarra tot abandonant la universitat; el bateria John Towe, un ajudant de la botiga de música del West End; Tony James, de 23 anys, antic baixista graduat universitari de Twickenham i antic membre de la London S.S. tots van respondre a un anunci publicat al Melody Maker per John Krivine, el propietari d'una botiga de roba de moda anomenada Acme Attractions en el carrer King's Road a Chelsea, que buscava músics per formar una nova banda de West London al voltant del vocalista i líder John O'Hara, també conegut com Gene October.
Broad i Towe ja s'havien conegut a través d'un anunci publicat anteriorment al Melody Maker per Broad buscant altres músics.
Després d'unes setmanes d'assajos, la banda va agafar el nom de Chelsea i va començar tocant uns quants concerts de suport a l'oest de Londres i Manchester, principalment interpretant versions de cançons de rock and roll dels anys 60. No obstant això, al novembre, Gene October va sentir que Broad i James s'estaven tornant massa dominants creativament i començaven a fer música que ell considerava massa lleugera, i que la seva química personal amb ells no era bona, una sensació que corresponien. En conseqüència, Broad i James juntament amb Towe van abandonar Chelsea (abandonant l'October a l'escenari enmig d'un concert de la formació) i van formar una nova banda anomenada Generation X, que porta el nom del títol d'un llibre que pertany a la mare de Broad, que James va trobar quan visitava la casa de la seva família. La nova banda va ser dirigida inicialment per Andrew Czezowski, comptable d'Acme Attractions.
Amb el seu aspecte fotogènic i egoisme inherent, Broad, fent-se el seu estil amb un pseudònim punk de "Billy Idol", va abandonar la guitarra per ser el líder i cantant de la nova unitat. Quan el guitarrista principal de 17 anys Bob "Derwood" Andrews va ser reclutat de la banda de rock Fulham Paradox, 'Generation X' va pujar a l'escenari per primera vegada en públic a la Central School of Art and Design el 10 de desembre de 1976.
La nova banda va tocar el seu segon concert quatre dies després al recentment inaugurat The Roxy, que Czezowski també havia començat a gestionar. Generation X va ser la primera banda a tocar al lloc. Poc després de llur formació, Generation X va abandonar la interpretació de versions en les seves actuacions en directe per Londres i va començar a escriure el seu propi material amb Idol fent música al voltant de les construccions de lletres de James.

### 1977–1978
A principis de 1977, la direcció de la banda va passar de Czezowoski, que preferia la gestió del club a les funcions en directe, a una gestió dual de Stewart Joseph, un promotor de fanzine de Rough Trade Records, amb el periodista de Sounds Jonh Ingham, que va professionalitzar l'aspecte comercial de les actuacions, i va començar a apropar-se a les companyies discogràfiques per aconseguir un acord de gravació.
El 16 de febrer de 1977, la banda va entrar a un estudi per primera vegada per gravar una sessió de demostració de cinc cançons als De Lane Lea Studios de Wembley, al Nord de Londres, patrocinada per Chiswick Records.
Mesos després durant el mateix any el primer enregistrament de Generation X és llançat per la pròpia banda sense etiqueta de discogràfica amb finalitats promocionals, amb la cançó "Your Generation" com a cara A, i "Listen" com a cara B, extreta de la sessió de demostració de De Lane Lea. Inicialment es van imprimir 250 còpies, seguides d'altres 500 còpies, totes en fundes de paper blanc sense impressions.
A mitjans de març de 1977, enmig d'un intens programa d'espectacles a Londres i cada cop més enllà dels confins de la capital cap a les províncies d'Anglaterra, es va haver d'abandonar la Universitat de Leicester a mitjan actuació, a causa que Derwood Andrews va requerir hospitalització per causa d'un cop d'ampolla de cervesa al cap, llançada des de la multitud.
A mitjans d'abril de 1977, acabant de tocar la seva primera cita internacional a París en una facturació conjunta al costat de les properes bandes The Jam i The Police, i enregistrant la seva primera sessió de ràdio en directe als estudis Maida Vale de la British Broadcasting Corporation, James i Idol van demanar a John Towe que deixés la banda, ja que consideraven que el seu estil de tocar era massa obert per al que volien d'un bateria, i James, l'estratega de la banda, havia arribat a l'opinió que la personalitat de Towe no encaixava amb la imatge en què estava formulant l'acte. Towe va passar a unir-se a un nou equip anomenat Alternative TV. Va ser substituït a la bateria per Mark Laff, de 18 anys, de North Finchley, reclutat a Subway Sect després d'un extens procés d'audició per a la vacant organitzada per Idol i James el maig de 1977. De juny a agost de 1977, entre els concerts, la banda va practicar en un espai d'assaig al soterrani sota una botiga de discos de la discogràfica Beggars Banquet a Fulham Road.
A mitjans de juliol, Generation X va signar un contracte d'enregistrament amb Chrysalis Records i va entrar als Wessex Sound Studios al nord de Londres per a la primera sessió d'enregistrament formal de la banda i posterior llançament comercial. Sota la supervisió del productor Bill Price, la sessió va resultar fallida perquè la banda no estava satisfeta amb els resultats, i Chrysalis Records va buscar un altre productor, que va trobar a Phil Wainman. A finals de juliol de 1977, la banda va treballar amb Wainman als Morgan Studios de Willesden, gravant el seu primer senzill "Your Generation". Wainman no va quedar impressionat amb l'habilitat musical de la banda, particularment amb la competència tècnica de Laff o amb la capacitat d'Idol com a cantant, i en resposta a Idol que li va demanar la seva opinió durant la producció sobre si pensava que Generation X "ho aconseguiria", va respondre amb cert dubte. Es va llançar a principis de setembre de 1977, "Your Generation", amb una cara B de la cançó de punk-rock rebel i d'alta energia "Day by Day" (amb un títol extret per James de la publicació recent de l'autobiografia de Robin Day), va arribar al número 36 a la llista de singles del Regne Unit, després de ser criticat per Elton John en una columna de ressenyes al Record Mirror com a "horrible escombraria". La banda va tocar la cançó al programa de varietats de la tarda de Marc Bolan, titulat Marc, uns dies després emprant instruments de l'estudi de Manchester de Granada Television per a l'actuació, després el grup marxà amb la bateria. Com a conseqüència Granada vetà el grup durant 10 anys.
A més d'escriure i interpretar la producció musical de la banda, James i Idol durant aquest període van intentar estendre la identitat de marca de la banda més enllà de l'esfera purament musical, dissenyant i fabricant una sèrie de samarretes d'art òptic i pop-art per utilitzar-les en les sessions de fotos i actuacions en directe de Generation X, i James va estar atent a la imatge pública que transmetia el grup en quant a la vestimenta i l'estil dels concerts. El cogerent de la banda, Jonh Ingham, els va presentar a l'artista gràfic Barney Bubbles, que amb ells va crear la portada del single "Your Generation", inspirant-se en el treball geomètric abstracte dels anys 20 del dissenyador rus El Lissitzky, que va presentar l'escola constructivista russa al disseny de música pop anglesa, que seria utilitzada per altres bandes fins al segle XXI. Bubbles també va rebre l'encàrrec de la banda de dissenyar els seus anuncis als diaris i cartells.
El setembre de 1977, Generation X va ser una de les primeres unitats de punk a aparèixer al programa de música pop de la BBC Top of the Pops, i va començar a adquirir cert reconeixement als mitjans de comunicació com un dels actes de punk-rock que tenia una accessibilitat de so i imatge, amb el potencial d'aconseguir l'èxit de la música pop comercial. Contràriament, la mateixa anàlisi va portar a recurrents crítiques adverses a la banda als mitjans de comunicació de l'escena musical alternativa de la qual havia sorgit, amb una sèrie de revisors que van rebutjar la producció com a banal artísticament i intel·lectual, i van suggerir que estava utilitzant l'aparença de formar part del moviment punk cínicament com un trampolí en la recerca de la fama i la fortuna de la música pop més prosaica. Com que el punk-rock va desenvolupar un to cada cop més radical, impulsat en part pel contingut polititzat de les cançons de The Clash, Generation X també va enfrontar-se a acusacions de ser intrusos de classe mitjana en el que cada cop es va adoptant com un moviment de subcultura de la classe treballadora. Un exemple és una història en circulació dins de l'escena provinent del periodista musical Tony Parsons del New Musical Express que quan Idol i James havien aparegut al pub The Ship de Wardour Street per a una entrevista amb ell, en preguntar-li què volien beure, havien demanat sucs de taronja, i havien criticat i rebutjat obertament sobre una base intel·lectual l'hedonisme de l'estil de vida "Sexe, drogues i Rock 'n' Roll". L'entrevista s'havia realitzat poc després de la formació de la banda, i James i Idol (especialment aquest últim) s'havien desplaçat d'aquesta posició a mesura que avançaven pels cercles socials de l'escena de la música pop londinenca, però la impressió inicial va perdurar en el Moviment punk rock britànic.
Generation X es va destacar en el creixent entorn de les bandes de música punk per la seva combinació de la primària estridència del punk-rock, amb un so i una imatge visual més melòdics, en la tradició dels estils comercials de música pop britànic anteriors dels anys 60, dibuixant influències de bandes com The Who, The Kinks, Small Faces i The Beatles.
També va produir cançons les lletres de les quals se centraven en les preocupacions d'un adolescent de l'Oest de Londres a finals dels anys setanta i, a part de fer uns quants concerts en suport de Rock Against Racism, va evitar els comentaris socials, el nihilisme cultural i la política radical del moviment punk, per la qual cosa va rebre algunes crítiques dels seus companys, inclòs John Lydon, el líder i lletrista dels preeminents Sex Pistols.
A finals de setembre i començaments d'octubre de 1977 la banda passà diversos dies en sessions d'enregistrament supervisat per Phil Wainman, els estudis Utopia, Primrose Hill, North London, en preparació per al següent àlbum.
A meitat de novembre de 1977, la banda tragué el disc senzill "Wild Youth", escrit en un rampell durant les fotografies publicitàries amb el fotògraf Ray Stevenson, als carrers del West End londinenc unes setmanes abans, inspirat per un grafit. El disseny de la portada del single incloïa retrats individuals a color dels quatre components, fets pel fotògraf Peter "Kodick" Gravelle. Cada retrat estava sotmès a un tractament de distorsió de colors i esborrat parcial. Va ser produït per Phil Wainman a Utopia Studios, amb una pista experimental de cara B titulada "Wild Dub" que intentava una fusió primerenca, abans del posterior moviment Two-tone, de la música ska de les comunitats d'immigrants afrocaribenys de l'oest i el sud de Londres amb el so punk-pop de Generation X, arran de l'incursió de The Clash a la mateixa fusió uns mesos abans, amb la versió de la cançó "Police and Thieves". Respecte l'èxit de "Wild Youth", va ser l'únic senzill comercial emès per Generation X que no va entrar a la llista de singles del Regne Unit.
Cap a finals de 1977, Jonh Ingham va renunciar a la direcció de la Generació X com a preliminar per anar a viure als Estats Units, després d'haver entrat en conflicte amb Tony James, deixant Stewart Joseph sol en el càrrec.
El febrer de 1978, es va publicar el senzill "Ready Steady Go" (amb una pista de cara B titulada "No No No") amb una portada extreta del disseny d'una de les samarretes autoproduïdes de la banda, però no va aconseguir entrar al top 40 de la llista de singles del Regne Unit. La banda va mantenir un programa de gires agitada per tota la Gran Bretanya fins al 1978, que va incloure l'esdeveniment d'un Hell Angel entre la multitud en un concert a Derby a mitjans de març, pujant a l'escenari i colpejant a Idol a la cara amb prou força com per provocar el seu vol cap enrere "com una pilota de ping-pong", aterrant a la bateria. Idol es va posar dempeus, es va treure la pols i va reprendre l'actuació de la banda com si res no hagués passat. El mateix mes, es va estrenar el primer disc llarg de la banda, titulat Generation X (1978), produït per Martin Rushent i dissenyat per Alan Winstanley als estudis T.W. de Fulham, amb una coberta consistent a una única fotografia de Gered Mankowitz on hi apareixen James, Laff i Idol primer pla i Bob Andrews en segon pla. El disc arribà al 29è lloc a la llista UK Albums Chart.
A l'abril, el New Musical Express va presentar a Generation X en una entrevista central de dues pàgines amb la banda, per facilitar les vendes al detall del primer LP, amb una foto de primera plana d'Idol i James al marge del riu Tàmesi, presa per Pennie Smith. La il·lustració de l'article, trencant el costum fotogràfic de banda, mostrava Idol amb James separats d'Andrews amb Laff, i va donar lloc a parlar dins de l'escena punk que això era indicatiu d'una divisió d'alguna naturalesa dins de la banda, per la qual Andrews i Laff no formaven part del nucli central.
La banda va mantenir una alt ritme de treball d'actuacions en directe a mesura que es desenvolupava l'any, amb Idol també fent una primera visita promocional de la banda als Estats Units el maig de 1978, seguida d'un altre concert internacional de la banda a París al juny, diverses en directe per a ràdio de la BBC i amb el suport d'una nova banda de West Sussex anomenada The Cure durant diverses dates al novembre i desembre de 1978. A l'octubre, Generation X va entrar als Wessex Sound Studios a Islington, amb el cantant Ian Hunter de productor d'enregistrament del segon àlbum Valley of the Dolls, que va veure la banda passar a un estil de música rock a l'ús, amb la incorporació d'aspectes del moviment glam punk de principis dels anys 70 i el rock progressiu al seu so i aspecte, amb tècniques de composició anàlogues a les emprades a mitjan dècada dels 1970 per Bruce Springsteen.

### 1979: Dissolució de Generation X
El gener de 1979, la banda amb el seu mànager Stewart Joseph va ser trucada a les oficines de Chrysalis Records, on se'ls va dir que el segell estava descontent perquè els diners que havia invertit en el projecte des de mitjans de 1977 no es reflectís a la llista d'èxits, i que si el seu següent senzill, titulat "King Rocker", no fos un èxit, el seu contracte s'abandonaria. Després de la reunió, Joseph va anunciar una retallada en els salaris setmanals dels membres de la banda com un incentiu per treballar més dur.
En llançar-se el mateix mes "King Rocker" (1979), amb una versió de cara B de "Gimme Some Truth" de John Lennon, extreta d'una actuació de ràdio en directe de la BBC el 1977, es va convertir en el punt àlgid de la carrera comercial de la banda, passant al n.11 a la llista de singles del Regne Unit, amb l'ajuda de la publicació en el format d'una varietat de discos de colors diferents amb una portada de retrats diferents de banda, que requeria múltiples compres del senzill per adquirir el conjunt complet. El disseny artístic fou a càrrec de Barney Bubbles, que ja se n'havia encarregat prèviament en 1977.
No obstant això, després d'un parell d'anys propicis d'obertura, el tercer any de la banda va veure un deteriorament del seu èxit a les llistes pel senzill "King Rocker", amb l'àlbum Valley of the Dolls (1979), també publicat al gener, amb un rendiment decebedor en assolir la fita 51 de la UK Albums Chart. El nou LP també va rebre un maltractament de la premsa musical, i els crítics el van classificar com a exagerat i artísticament buit, que va tenir l'efecte de soscavar la confiança d'Idol en el judici de Tony James, atès que el disc havia estat personalment dominat per les idees de James durant tota la seva producció. La situació no va millorar quan la Generation X va ser expulsada de l'escenari per un atac de míssils d'una multitud de fans d'UK Subs, durant un concert de tres grups al Lyceum Ballroom de Londres el febrer de 1979. Aquest fenomen es considera part d'una tendència violenta d'un proto-street punk que perseguia les actuacions en directe de la banda. A mesura que l'any avançava enmig d'unes gires intenses contínues i una programació d'actuació televisiva creixent, induïda pel fracàs comercial de la Valley of the Dolls, i un impacte reduït a la llista de singles del Regne Unit dels seus llançaments, amb la cançó del títol de l'LP assolint el seu màxim al n.23 en març de 1979 i la cançó "Friday's Angels" fent un pansit número 62 al juny. Les diferències en conseqüència van començar a aflorar dins de la banda en termes d'antagonismes de personalitat, centrades en Andrews i Idol. Andrews estava en antipatia amb el caràcter canviant d'Idol i la seva intenció d'una carrera solista (que començava a crear una interpretació basada en elements de les actuacions en solitari de Gary Glitter, Elvis Presley i Billy Fury en llurs millors moments), que barrejat va desestabilitzar les relacions internes de la banda.